# Leopold Ludwig Müller

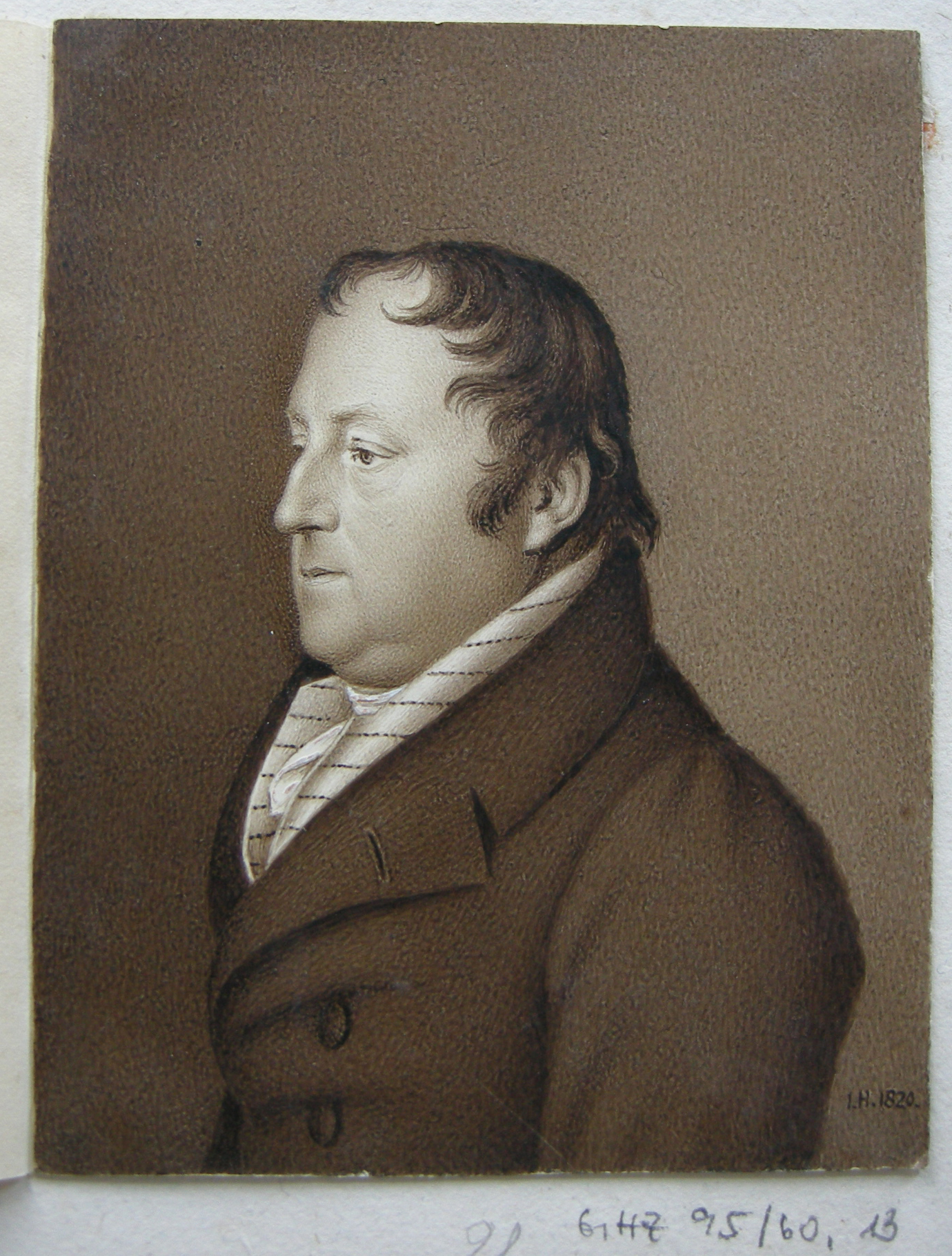
Leopold Ludwig Müller 1820 von Johann Heusinger 1820 für den Berlinischen Künstlerverein

Leopold Ludwig Müller (* 21. Januar 1768 in Berlin; † 21. Januar 1839 ebenda) war ein deutscher Malerdilettant in der Zeit der Romantik.

## Leben und Wirken
Müller war der Sohn eines Berliner Kaufmanns für Spezerei- und Farbwaren. Er zeigte schon in der Kindheit Interesse an der Malerei. Berührung mit der Malkunst hatte er bereits im Elternhaus. Sein kunstliebender Vater besaß unter anderem eine Bilder- und Kupferstichsammlung und pflegte Kontakt zum Hofmaler Joachim Martin Falbe, an dessen Künstlerversammlungen er teilnahm. Von den dortigen Vorträgen hörte der Sohn gern erzählen „und bekam schon in [seiner] Jugend ein geheimes Gefühl zur Kunst, denn [er] sahe sehr gerne Kunstwerke, […].“
Als Müller im Alter von zehn Jahren auf das Berliner Gymnasium „Graues Kloster“ kam, erhielt er zum ersten Mal methodischen Zeichenunterricht bei dem Maler und Wachsbossierer Otto Christian Sahler (1732/33–1810), und „hätte gern allen andern Unterricht gegen die Zeichenstunden vertauscht.“ Auf Wunsch des Vaters begann der 14-Jährige nach der Schulzeit eine kaufmännische Lehre in der elterlichen Materialhandlung. Um sich ganz der Ausbildung widmen zu können, wurde ihm die Malerei verboten, sodass er der „Leidenschaft zum Zeichnen [nur noch] im stillen Genüge leisten [konnte]“ und die „obliegenden Geschäfte weit schwerer [fielen], als sie wirklich waren.“ Um ihm die kaufmännische Tätigkeit „von einer glänzenden Seite vorzustellen“, schickte ihn der Vater mit einem verwandten Kaufmann aus Königsberg in der Neumark nach Stettin. Dort sollte er „das wahre Leben und Treiben des Handels […] sehen, in der Meinung, daß [seine] Gedanken dadurch eine andere Richtung bekommen würden.“ Der gewünschte Erfolg dieser Reise blieb jedoch aus.
Zurück in Berlin, bat er den Vater wiederholt um eine künstlerische Ausbildung, der ihn schließlich auf die Königlich-Preußische Akademie der Künste und mechanischen Wissenschaften zu Berlin gehen ließ. Müller besuchte ab Februar 1790 die Zeichenklasse des Porträt- und Historienmalers Ferdinand Collmann und ab März die Gipsklasse des Malers J. Graetsch (vor 1770–1805). Zudem schloss er sich einem Kreis Mitschüler an, der in den Abendstunden nach Gipsabgüssen malte, vermutlich um bei Lampenlicht die Kontrastwirkung von Licht und Schatten zu studieren. Zu der Gruppe gehörten unter anderem die später bekannt gewordenen Künstler Heinrich Jacob Aldenrath, Carl Friedrich Hampe (1772–1848) und Ernst Friedrich Bussler (1773–1840). Außerdem studierte er Zeichnungen von Abraham Bloemaert und malte Landschaften „nach der Natur“. Später radierte Müller Gemälde aus der Sammlung seines Vaters, zu denen Bilder von  Roelof Jansz. van Vries (um 1631–nach 1681), Christian Wilhelm Ernst Dietrich sowie Jan van Goyen gehörten, versuchte unter Anleitung des Akademiedirektors und Buchillustrators Johann Wilhelm Meil (1733–1805) die Aquatinta-Technik und kopierte Zeichnungen des Bildnis- und Historienmalers Johann Christoph Frisch. Mit seinen Arbeiten beteiligte sich Müller von 1791 bis 1795 als „Akademieschüler“, beziehungsweise „angehender Künstler“ an den Berliner Akademieausstellungen.
Als der Vater mit zunehmendem Alter auf seine Unterstützung in der Materialhandlung angewiesen war, gab Müller das Kunststudium auf und malte nur noch in der Freizeit vorzugsweise Aquarelle. 1802 heiratete er und wohnte in der Markgrafenstraße 74. Auf der Akademieausstellung 1804, die er mit Landschaften „nach der Natur“ in Tusche und Ätzdruck beschickte, wurde er bereits als Dilettant geführt. 1806 starb der Vater, sodass er sich einige Zeit nur noch dem Geschäft widmen konnte und erst später mit Unterstützung seines ehemaligen Mitschülers Karl Friedrich Hampe Landschaften „nach der Natur“ in Öl malte. Seit 1810 nahmen beide regelmäßig an den Berliner Akademieausstellungen teil, auf denen Müller Landschafts-, Stimmungs- und Genrebilder zeigte. Im Katalog der Kunstausstellung von 1838 sind die Genrestücke „Heimkehr eines Dorfschulmeisters aus der Schenke“, „Störung beim Musikunterricht“ und „Wohnungswechsel“ vermerkt.
Als am 22. November 1814 auf Anregung des Architekten und Malers Louis Catel der „Berlinische Künstlerverein“ gegründet wurde, der den Bildhauer Johann Gottfried Schadow zum ersten Vorsitzenden ernannte, gehörte Müller zu den Gründungsmitgliedern. 1827 gab er sein Geschäft auf und widmete sich ganz der Kunst. Seine Werke sind heute unter anderem im Besitz der Stiftung Stadtmuseum Berlin, der SPSG, der Nationalgalerie und im Kupferstichkabinett, wo auch drei Alben mit historischen Berliner Stadtansichten aufbewahrt werden, die Müller von befreundeten Künstlern sammelte.

## Werke (Auswahl)

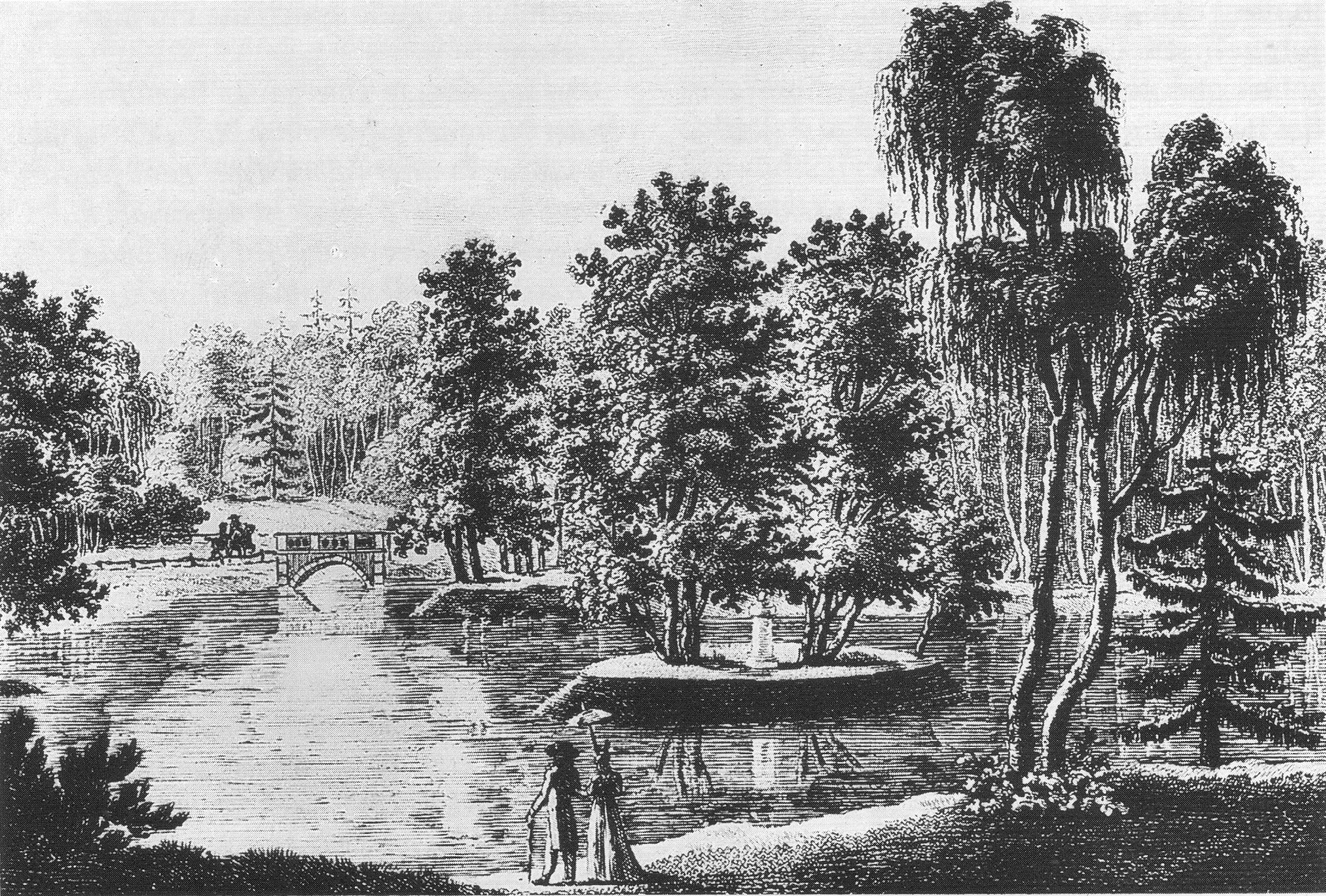
Rousseau-Insel im Tiergarten Berlin, um 1800

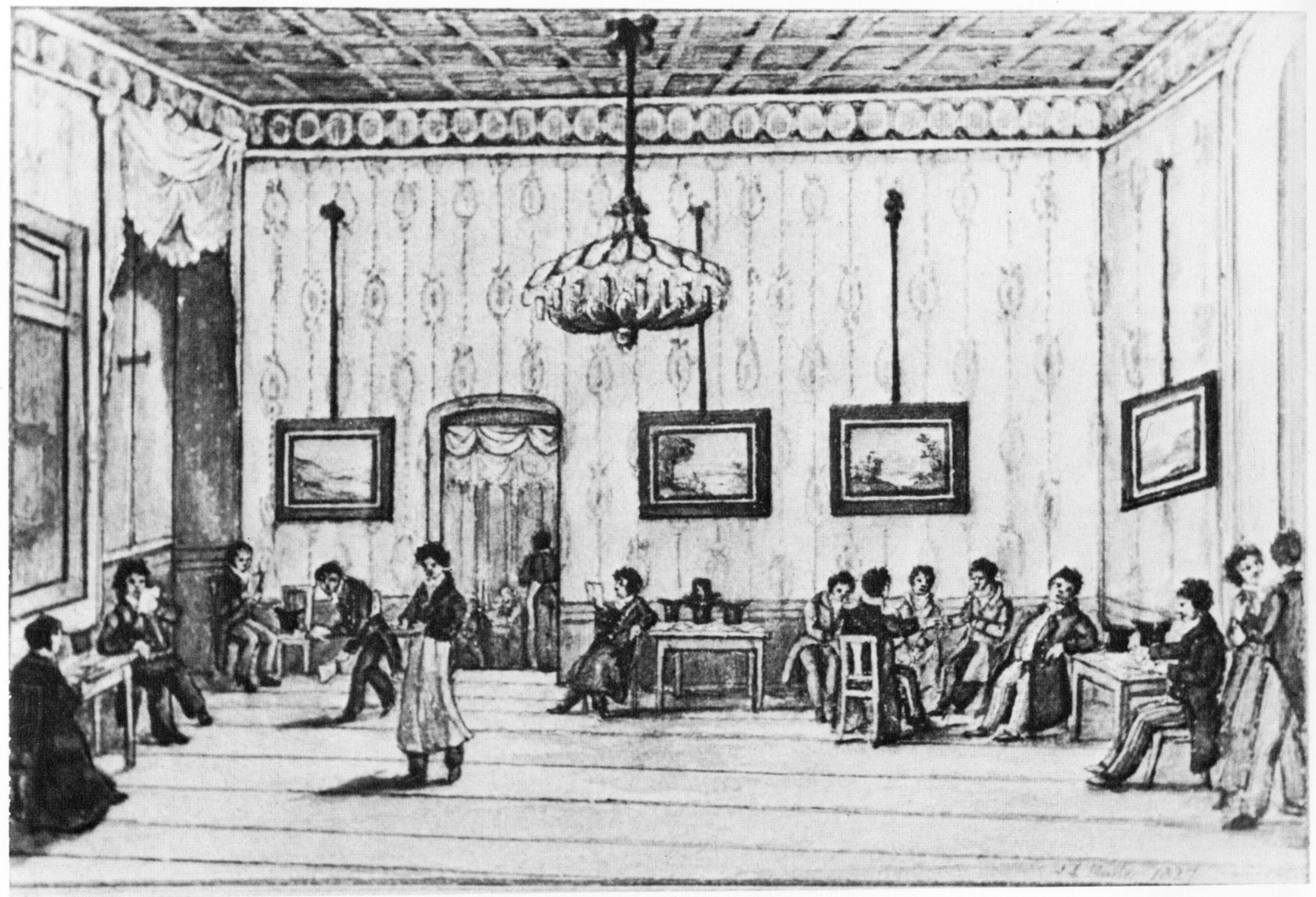
Café Stehely am Gendarmenmarkt in Berlin, 1827

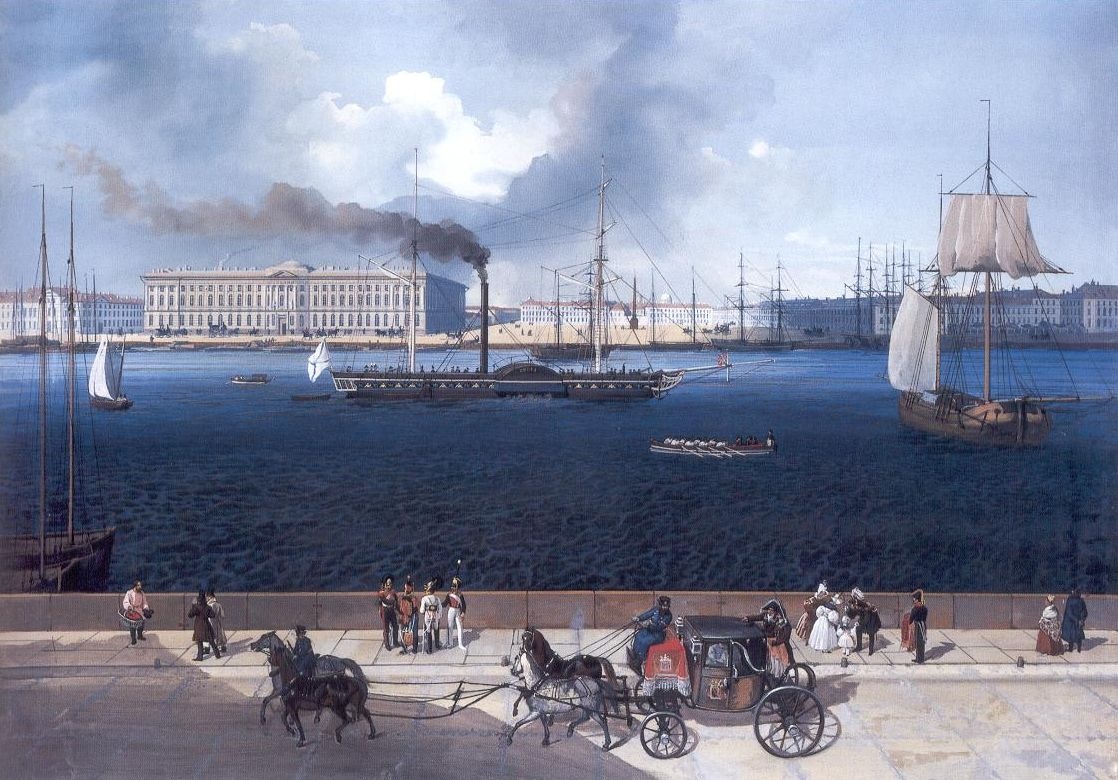
Die Einfahrt des preußischen Kronprinzenpaares auf dem Dampfschiff ›Ishora‹ in St. Petersburg im Juni 1834. Im Hintergrund links die Kaiserliche Akademie der Künste auf der Wassiljewski-Insel.

- Königs Thor Platz, Zeichnung, um 1779
- Die Französische Straße in der Friedrichstadt mit dem Haus für französische Predigerwitwen, Federzeichnung, um 1780, Kupferstichkabinett
- Die Akademie der Künste – 1699 Beginn des Unterrichts im Gebäude des Kurfürstlichen Marstalls Unter den Linden, Federzeichnung, o. J., Kupferstichkabinett
- Die Colonade an der Königsbrücke, und die Königsstraße, Zeichnung, 1784
- Das Brandenburger Tor, Lithografie, nach 1793, Kupferstichkabinett
- Die Friedrichstadt mit der Spittelbrücke, der Leipziger Straße und dem Dönhoff-Platz, Aquarell, 1793
- Ansicht vom Kottbusser Tor in die Stadt, aquarellierte Zeichnung, um 1795, Kupferstichkabinett
- Die Mühlen am Mühlendamm im Jahre 1804 – Blick von der Wasserseite, Zeichnung, vor 1800
- Die Heilige Geistkirche in der Spandauer Straße, aquarellierte Zeichnung, um 1800, Kupferstichkabinett
- Blick auf Spandau mit der Nikolaikirche, Öl auf Leinwand, um 1800
- Rousseau-Insel im Tiergarten Berlin, Stich, um 1800
- Das Welpersche Badeschiff – die erste öffentliche Flußbadeanstalt Berlins (ab 2. Oktober 1802), Kupferstich, um 1802, Kupferstichkabinett
- Blick über die Spree auf die Hinterhäuser der Poststraße, Zeichnung, 1804
- Das Königliche Gießhaus (Ansicht von Norden), kolorierte Zeichnung, 1804
- Ansicht der Brunnenstraße mit dem Betteljudenhaus, vom Rosenthaler Thor aus gesehen, Federzeichnung, koloriert, 1807, Kupferstichkabinett
- Schlösschen Tegel mit Umgebung: Landhaus des Hofsekretärs Joachim II., Aquarell, um 1810, Heimatmuseum Reinickendorf
- Pontonhof, Zeichnung, um 1816
- Selbstbildnis, 1819, Stiftung Stadtmuseum Berlin
- Die Schleuse mit der Schleusenbrücke an der Spree, Aquarell, um 1820, Kupferstichkabinett
- Die Marienkirche, aquarellierte Zeichnung, um 1820, Kupferstichkabinett
- Die Synagoge der Berliner Jüdischen Gemeinde in der Heidereutergasse, Aquatinta-Zeichnung, 1821, Kupferstichkabinett
- Das Observatorium in der Dorotheenstraße, aquarellierte Zeichnung, 1824, Kupferstichkabinett
- Einmündung der Panke in die Spree am Schiffbauerdamm, aquarellierte Zeichnung, um 1825, Kupferstichkabinett
- Bade-Zelt für die höheren Stände, Aquarell, 1827, Stiftung Stadtmuseum Berlin
- Café Stehely am Gendarmenmarkt in Berlin, Aquarell, 1827
- Das Königliche Museum, Lithografie, um 1828, Kupferstichkabinett
- Thor in alt Landsberg [Strausberger Tor], Lithografie, 1829
- Berliner Thor zu Alt Landsberg, Lithografie, 1829
- Die Friedrichwerdersche Kirche am Werderschen Markt, Lithografie, um 1832, Kupferstichkabinett
- Ansicht vom Rosenthaler Tor in die Stadt unter Regierung Friedrich Wilhelm III., aquarellierte Zeichnung, o. J., Kupferstichkabinett
- Werderscher Markt mit Münze, Federzeichnung, o. J., Kupferstichkabinett
- Die Börse [damals in der Burgstraße], Lithografie, o. J., Kupferstichkabinett
- Ansicht des alten und neuen Turmes der Marienkirche, Radierung, koloriert, o. J., Kupferstichkabinett
- Ansicht von der Waisenbrücke nach der Inselbrücke, Federzeichnung, o. J., Kupferstichkabinett
- Hunde bei einem erlegten Rehbock, Öl auf Leinwand, o. J.
- Die Einfahrt des preußischen Kronprinzenpaares auf dem Dampfschiff ›Ishora‹ in St. Petersburg im Juni 1834, Gouache, 1834, SPSG
- Das Spandauer Tor und Pulverturm (Spandauer Straße) 1700, Zeichnung, vor 1838